# 亞美尼亞—土耳其關係
亞美尼亞－土耳其關係（土耳其語：Ermenistan-Türkiye ilişkileri）是指亚美尼亚与土耳其历史上及现代的双边关系。两国因为受到历史纠葛及纳卡战争等因素的影响而尚未建交，但亚美尼亚在土耳其第一大城市伊斯坦布尔设有具大使館功能的代表機構。

## 历史概况
1991年9月，亞美尼亞宣布獨立後不久，土耳其就承認了亞美尼亞的主權，但亚美尼亚因为1915年奧斯曼帝國土耳其民族主義者發動的亞美尼亞種族大屠殺的歷史認知問題與土耳其之間有外交上和對大屠殺事件承認問題上存在爭議，未能建立外交關係，亚美尼亚与塞浦路斯一样，是世界上极少数未与土耳其建立外交关系的国家。而土耳其历来在納戈爾諾-卡拉巴赫戰爭期间支持亞塞拜然，并關閉了與亞美尼亞的邊界。2020年納戈爾諾-卡拉巴赫戰爭期间，土耳其更是支持阿塞拜疆捍衛自己的領土，並譴責亞美尼亞對阿塞拜疆的襲擊。在停戰協議簽署後，土耳其聲稱亞塞拜然取得了「歷史性的勝利」並祝賀亞塞拜然成功奪回故土。
尽管如此，近年亞土雙方已透過元首互訪等方式逐漸修復關係、重建溝通對話。2022年，两国关系进一步正常化，往返埃里温与伊斯坦布尔的航班在中断两年后恢复起飞。而土耳其外长梅夫吕特·恰武什奥卢也表示土耳其外交部邀请了亚美尼亚官员参加3月11日至13日举行的第二届安塔利亚外交论坛。2022年10月6日，土耳其和亚美尼亚领导人会面。这是土亚领导人13年来进行的首次会谈。
2023年2月，土耳其发生强烈地震后，亚美尼亚總理尼科尔·帕希尼扬表示，亞美尼亞隨時準備提供援助。同年2月11日，土耳其向亚美尼亚开放边境大门，以方便亚美尼亚向土耳其灾区运送援助物资。
现今，有4万至7万名亚美尼亚人在土耳其居住，主要集中在伊斯坦布尔及周边地区。

## 交通

### 铁路
亚美尼亚在納戈爾諾-卡拉巴赫戰爭以前曾有连接土耳其卡尔斯省的铁路班车，但在1993年因土耳其关闭国境而停驶。而由于纳卡战争的未决以及土耳其与亚美尼亚关系的紧张，巴庫-第比利斯-傑伊漢管線、巴庫－第比利斯－卡爾斯鐵路等大型建设工程也多避免途经亚美尼亚。

### 航空
2022年起，两国恢复了直航航班：
| 亞美尼亞 | 土耳其（按照都會區人口排列）   |
| -------- | ------------------------------ |
| 埃里温   | 伊斯坦布尔（亚美尼亚飞一航空） |